# Circondario di Pesaro
Il circondario di Pesaro è stato uno dei due circondari, esistiti dal 1860 al 1927, in cui era suddivisa la provincia di Pesaro e Urbino nella regione italiana delle Marche. Confinava a nord est con il Mar Adriatico, a sud est con la provincia e circondario di Ancona, a sud con la provincia dell'Umbria (circondario di Perugia), a ovest con il circondario di Urbino e la provincia di Forlì (circondario di Rimini).

## Storia
Il circondario di Pesaro fu creato ex novo dal decreto Minghetti del 22 dicembre 1860, insieme al circondario di Urbino. La ripartizione amministrativa seguì la sorte di tutti i circondari e mandamenti storici italiani, soppressi dal Regio Decreto 2 gennaio 1927 n. 1. L'anno seguente il comune di Sorbolongo fu aggregato a quello di Sant'Ippolito dell'ex circondario di Urbino. Una variazione di segno opposto aveva riguardato nel 1869 parte dell'ex comune di Montefabbri, confluita in quello di Montelabbate.

## Geografia fisica

### Territorio
L'ex delegazione di Urbino e Pesaro fu decurtata di due vasti territori (Gubbio e Senigallia), ma rimaneva la più grande delle Marche. Venne perciò divisa tra Pesaro e Urbino con la creazione di due nuovi circondari, gli unici nella regione a non derivare da una preesistente provincia pontificia.

## Geografia antropica

### Suddivisioni amministrative
Il circondario di Pesaro si divideva in 5 mandamenti e 41 comuni complessivi al momento della nascita del Regno d'Italia (1861); dieci di questi furono soppressi nel 1869.
| Mandamento | Comuni |
| ---------- | --- |
| Fano       | Cartoceto Fano Saltara Serrungarina |
| Mondavio   | Barchi Fratte Rosa Mondavio Montebello Metaurense Montemaggiore al Metauro Monte Porzio Orciano di Pesaro Piagge Sant'Andrea di Suasa San Giorgio di Pesaro Sorbolongo Torre San Marco |
| Mondolfo   | Mondolfo San Costanzo |

| Mandamento | Comuni |
| ---------- | --- |
| Pergola    | Fenigli Montesecco Antico Montalfoglio Montevecchio Monterolo Pergola San Lorenzo in Campo San Vito sul Cesano Serra Sant'Abbondio                                                     |
| Pesaro     | Candelara Casteldimezzo Fiorenzuola di Focara Gabicce Mare Ginestreto Gradara Mombaroccio Monteciccardo Montelabbate Novilara Pesaro Pozzo Alto Sant'Angelo in Lizzola Tomba di Pesaro |